# أتالانتا
نادي أتلانتا بيرغامو لكرة القدم (بالإيطالية: Atalanta Bergamasca Calcio) هو نادي كرة قدم من مدينة بيرغامو، لومبارديا، إيطاليا. يلقب النادي بـ "Nerazzurri" أي «الأزرق الأسود» نسبة لألوان الفريق.

## تاريخ النادي
تأسس الفريق عام 1907. كان هناك فريق في بيرغامو منذ عام 1904 يسمى "FC Bergamo"، والذي أسسه مهاجرون سويسريون. سمي النادي بهذا الاسم تيمناً بشخصية أتلانتا في الميثولوجيا الإغريقية. النادي نشأت بعد دمج مع "Bergamasca". انضم النادي للاتحاد الإيطالي عام 1929، ووصل لدوري الدرجة الأولى عام 1937 ولكنه هبط في الموسم نفسه. عاد النادي إلى الدرجة الأولى في سنة 1940 واستمر في نصاف درجة الكبار حتى سنة 1959 حيث هبط إلى الدرجة الثانية التي أمضى فيها موسم واحد ليعود إلى مكانه المفضل ويستمر فيه حتى سنة 1973 حيث هبط مجدداً. بعدها استمر الفريق في الصعود والهبوط عدم مرات حتى وقتنا الحالي.
في سنة 1981 هبط الفريق إلى الدرجة الثالثة ولكنه بقي موسمًا واحداً ليعود إلى الدرجة الثانية وفي سنة 1984 صعد مجدداً للدرجة الأولى. في خلال الفترة الواقعة من 1984 إلى 2009 هبط الفريق 5 مرات في 1987، 1994، 1998، 2003، و2005. حقق النادي بطولته الرئيسية الوحيدة في بطولة كأس إيطاليا وكان في موسم 1962-1963. شارك النادي عدة مرات في البطولات القارية ولكنه لا يستمر طويلاً باستثناء وصوله إلى الدور النصف النهائي من بطولة كأس الأندية الأوروبية أبطال الكؤوس موسم 1987-1988 والوصول للدور الربع النهائي من بطولة كأس الاتحاد الأوروبي موسم 1990-1991.وفي 22 مايو 2024 توج أتالانتا بلقب الدوري الأوروبي لأول مرة في تاريخه، بفوزه بثلاثية نظيفة على باير ليفركوزن الألماني في المباراة النهائية للبطولة في دبلن.

## أبرز إنجازات الفريق
- الإنجازات المحلية
- كأس إيطاليا
  - البطل (1): 1962–63
  - الوصيف (4): 1986–87, 1995–96, 2018–19 2023–24
- الدوري الإيطالي الدرجة الثانية
  - البطل (6): 1927–28, 1939–40, 1958–59, 1983–84, 2005–06, 2010–11
  - الوصيف (4): 1936–37, 1970–71, 1976–77, 1999–2000
- الدوري الإيطالي الدرجة الثالثة - القسم الشمالي الأول
  - البطل (1): 1981–82
- الإنجازات القارية
- الدوري الأوروبي
  - البطل (1): 2023-24

## الفريق

### التشكيلة الحالية
- آخر تحديث في 6 أكتوبر 2020.[6][7]

ملاحظة: تشير الأعلام إلى المنتخب بحسب قواعد الأهلية المعتمدة من قبل الفيفا؛ تنطبق بعض الاستثناءات المحدودة. وقد يحمل اللاعبون أكثر من جنسية لا تعترف بها الفيفا.
| الرقم | البلد     | المركز | اللاعب              |
| ----- | --------- | ------ | ------------------- |
| 2     | البرازيل  | مدافع  | رافائيل تولوي       |
| 4     | كرواتيا   | مدافع  | بوسكو سوتالو        |
| 6     | الأرجنتين | مدافع  | خوسيه لويس بالومينو |
| 7     | هولندا    | مهاجم  | سام لامرز           |
| 8     | ألمانيا   | مدافع  | روبن جوسينس         |
| 9     | كولومبيا  | مهاجم  | لويس مورييل         |
| 10    | الأرجنتين | مهاجم  | بابو غوميز          |
| 11    | سويسرا    | وسط    | ريمو فرويلر         |
| 13    | إيطاليا   | مدافع  | ماتيا كالدارا       |
| 15    | هولندا    | وسط    | مارتن دي رون        |
| 17    | الأرجنتين | مدافع  | كريستيان روميرو     |
| 18    | أوكرانيا  | وسط    | رسلان مالينوفسكي    |
| 19    | ألبانيا   | مدافع  | بيرات ديمسيتي       |
| 20    | إيطاليا   | وسط    | جاكوبو دا ريفا      |

| الرقم | البلد      | المركز | اللاعب            |
| ----- | ---------- | ------ | ----------------- |
| 24    | إيطاليا    | مدافع  | كريستيانو بيتشيني |
| 26    | كولومبيا   | مدافع  | يوهان موخيكا      |
| 27    | إيطاليا    | مدافع  | فابيو ديباولي     |
| 31    | إيطاليا    | حارس   | فرانسيسكو روسي    |
| 31    | إيطاليا    | وسط    | ماتيو بيسينا      |
| 33    | هولندا     | مدافع  | هانز هاتيبور      |
| 31    | إيطاليا    | مدافع  | ماتيو ريغيري      |
| 57    | إيطاليا    | حارس   | ماركو سبورتيلو    |
| 59    | روسيا      | وسط    | أليكسي ميرانتشوك  |
| 72    | سلوفينيا   | مهاجم  | يوسيب إيليتشيتش   |
| 79    | ساحل العاج | مهاجم  | أماد تراوري       |
| 88    | كرواتيا    | وسط    | ماريو بازاليتش    |
| 91    | كولومبيا   | مهاجم  | دوفان زاباتا      |
| 95    | إيطاليا    | حارس   | بييرلويجي جوليني  |

بابو غوميز

### الأرقام المجمدة
- 12 - إهداء للجماهير خاصة لجمهور منصة بيساني.
- 14 -  فيديريكو بيساني، مهاجم (1991-1997) - جائزة شرفية بعد وفاته.
- 80 -  إليو كورباني، صحفي وإذاعي إيطالي.

## وصلات خارجية
- الموقع الرسمي